# Дверная коробка

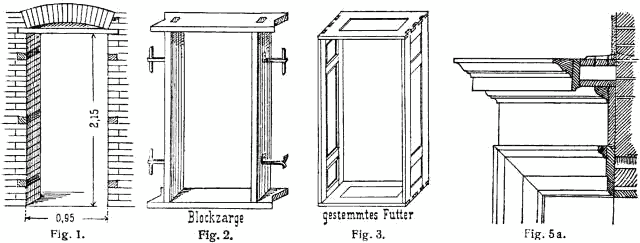
Разновидности дверных коробок

Дверная коробка — неподвижная часть двери, к которой дверными петлями крепится дверная створка.
Дверная коробка покрывает дверной проём в стене. Состоит из четырёх брусьев, соединенных шипами (прямыми или косыми): вертикальные — «откосы», верхняя — «дверная перемычка», нижняя — «опорный брус». Дверные коробки бывают двух видов: неразъемные и компенсационные.
Дверная коробка — часть дверного блока, представляет собой рамочную конструкцию, закрепляемую на стенках дверного проема. Материалом для производства дверных коробок может служить как массив древесины различных пород, так и МДФ, ДСП, металл и их комбинации. Считается, что дверные коробки из ДСП лучше проявляют себя в период эксплуатации. Кроме того, такие коробки стоят дешевле. Наиболее популярные формы коробок — прямоугольная и скругленная. Для установки наличника и доборного элемента дверная коробка может иметь специальные пазы. Наличники необходимы для маскировки щелей между коробкой и стеной или перегородкой. Чтобы улучшить звукоизолирующие свойства двери, в коробку или в паз дверного полотна можно установить уплотнитель.
Доборные элементы — доски, закрывающие торцевые стенки дверного проема. Устанавливаются вместе с входными и межкомнатными дверями, если стенка проема шире толщины дверной коробки. Выполняют защитную и эстетическую функции, укрепляют короб, препятствуют его расшатыванию. Доборные элементы выпускают с обработанной или необработанной кромкой, а также телескопические, у которых на торцах есть пазы для замкового соединения с коробкой и наличниками.
В настоящее время различают следующие типы дверных коробок и ребер жесткости:
- Уголковые
- Профильные
- Гнуто-сварные

Выбор того или иного варианта изготовления и конструкции, зависит от места и назначения дверной коробки, а также типа и размеров дверного проема.
Также коробка может быть дополнена противосъёмными штырями и планками, предотвращающими съём дверного полотна при срезе петель.